# Nevlingen
Der Nevlingen (in Australien Mount Channon) ist ein rund 2100 m hoher und markanter Berg im ostantarktischen Enderbyland. Er ragt 21 km südöstlich der Doggers-Nunatakker und 57 km südsüdwestlich des Rayner Peak auf.
Norwegische Kartographen, die ihn auch benannten, kartierten ihn anhand von Luftaufnahmen der Lars-Christensen-Expedition 1936/37. Namensgeber der vom Antarctic Names Committee of Australia vorgenommenen Benennung ist James Edward Grey Channon (1915–2006), der 1958 als Arzt auf der Mawson-Station tätig war.